# Henry Moore (3e marquis de Drogheda)
Henry Francis Seymour Moore, 3e marquis de Drogheda (14 août 1825 - 29 juin 1892), est un pair irlandais.

## Biographie
Il est le fils unique d'Henry Seymour Moore, un fils cadet du maréchal Charles Moore (1er marquis de Drogheda), et de Mary Parnell, fille de Henry Parnell (1er baron Congleton), grand oncle du leader nationaliste irlandais Charles Stewart Parnell. Son père meurt quelques jours après sa naissance en août 1825. Sa mère se remarie avec Edward Cole de Twickenham, petit-fils d'Edward Smith-Stanley (12e comte de Derby), qui lui donne deux autres enfants.
Il devient marquis de Drogheda en 1837 à la mort de son oncle, le 2e marquis de Drogheda, et est nommé chevalier de l'Ordre de Saint-Patrick le 7 février 1868. Il est Lord Lieutenant de Kildare de 1874 jusqu'à sa mort. Il épouse Mary Stuart-Wortley, fille de John Stuart-Wortley (2e baron Wharncliffe) et de son épouse, Elizabeth Ryder, en 1847.
Son oncle Charles, le deuxième marquis, est fou depuis de nombreuses années quand il meurt, mais rien ne prouve qu’Henry est aussi atteint, bien que son grand-père maternel, Lord Congleton, se suicide en 1842, après avoir combattu contre la maladie et la dépression.
Il n'a pas d'enfant et à sa mort, le titre de marquis s'éteint; le titre de comte de Drogheda passe à un cousin, Ponsonby Moore.